# Coleções de aves

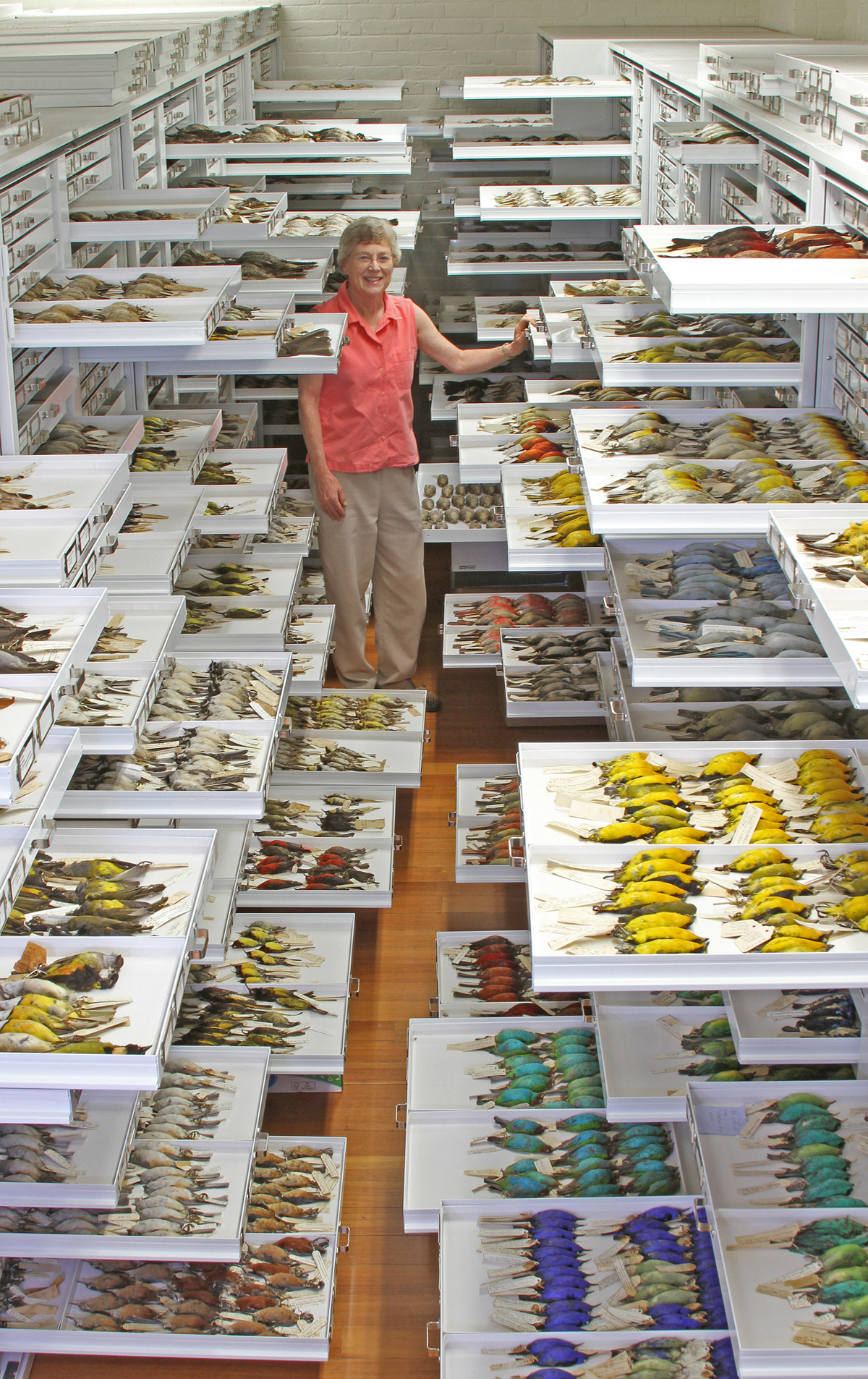
Armários da coleção de aves no en.

As coleções de aves, ou coleções ornitológicas, são repositórios organizados de espécimes científicos compostos por aves e suas partes. Elas servem como recurso de pesquisa para a ornitologia, a ciência das aves, e para outras disciplinas científicas nas quais informações sobre aves são úteis. Essas coleções são arquivos da diversidade de aves e atendem às diversas necessidades de pesquisadores científicos, artistas e educadores. 
As coleções podem incluir diferentes tipos de preparação, enfatizando a preservação de penas, esqueletos, tecidos moles ou, cada vez mais, uma combinação desses elementos. As coleções modernas variam em tamanho, desde pequenas coleções didáticas, como as encontradas em centros de visitantes de reservas naturais ou pequenas faculdades, até grandes coleções de pesquisa dos principais museus de história natural do mundo, algumas contendo centenas de milhares de espécimes. As coleções de aves funcionam de maneira semelhante a bibliotecas, com espécimes organizados em gavetas e armários em ordem taxonômica, mantidos por cientistas que supervisionam a manutenção, o uso e o crescimento das coleções, disponibilizando-as para estudo por meio de visitas ou empréstimos.

## História das coleções de aves

### Origem

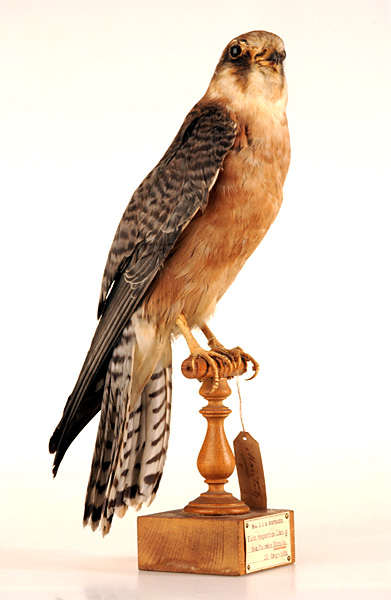
Coleções iniciais utilizavam montagens realistas, como este exemplar de falcão-de-pés-vermelhos.

As raízes das coleções modernas de aves remontam às explorações dos séculos XVIII e XIX, quando europeus buscavam documentar a diversidade global de plantas e animais. Na Inglaterra vitoriana, era moda coletar e exibir "curiosidades naturais". Alguns naturalistas abastados, conhecidos como "naturalistas de gabinete", conseguiram acumular grandes coleções utilizando redes de coletores de campo. Essas coleções iniciais não tinham propósito científico, e os colecionadores priorizavam a estética em vez do valor científico. Mais tarde, passou a se priorizar uma abordagem mais científica.

### Crescimento

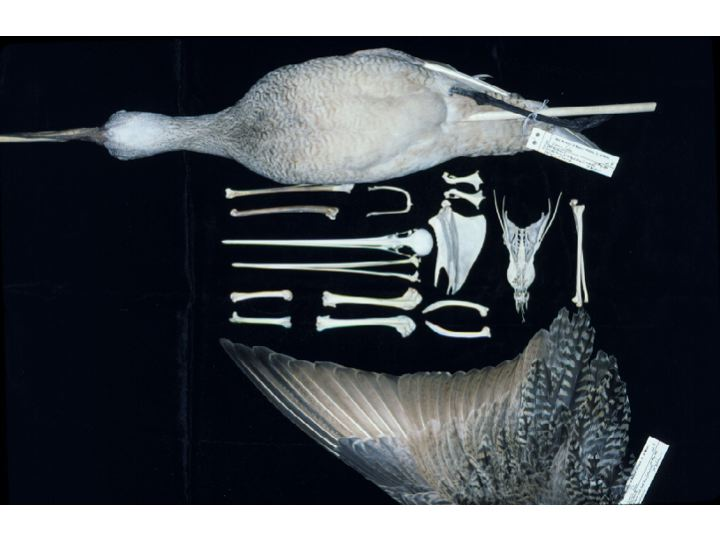
Espécime de Maçarico-marmóreo, Limosa fedoa, preparado para coleção como pele (shmoo), esqueleto e asa esticada.

As primeiras coleções científicas de aves incluíam as de Pallas e Naumann na Alemanha, Latham e Tunstall [en] na Inglaterra e Adanson na França. As coleções cresceram com o aumento das atividades marítimas, explorações e colonialismo. Por exemplo, Charles Darwin coletou mais de 400 espécimes de aves durante suas viagens no Beagle, e anos após seu retorno à Inglaterra, suas coleções das Ilhas Galápagos inspiraram, em parte, sua teoria da evolução por seleção natural. O museu de Paris tinha 463 espécimes de aves em 1793, número que cresceu para 3411 em 1809; o museu de Berlim possuía 2000 espécimes em 1813, aumentando para 13.760 por volta de 1850. Em 1753, o museu fundado por Sir Hans Sloane contava com 1172 espécimes de aves, mas estes parecem ter se deteriorado antes de serem transferidos para o Museu Britânico. Espécimes iniciais das viagens do Capitão Cook, assim como os descritos por Latham em sua obra General Synopsis of Birds (1781–1785), também foram perdidos, possivelmente devido a técnicas inadequadas de preservação. O tamanho das coleções cresceu a ponto de exigir mais espaço e curadores em tempo integral. No início da ornitologia, a coleta era o método dominante para a observação e o estudo das aves. Mas essa abordagem diminuiu com o desenvolvimento da disciplina. O uso de redes de neblina, fotografia, amostragem de sangue (para estudos de DNA, imunológicos e outros), o avanço da óptica e outras novas técnicas para estudar aves reduziram a necessidade de coletar espécimes para pesquisa, embora as coleções continuem sendo um recurso compartilhado essencial para a ciência (especialmente taxonomia) e conservação. Em uma era de extinção em massa, as coleções de aves servirão como evidência de espécies perdidas.

## Técnicas de coleta e preservação

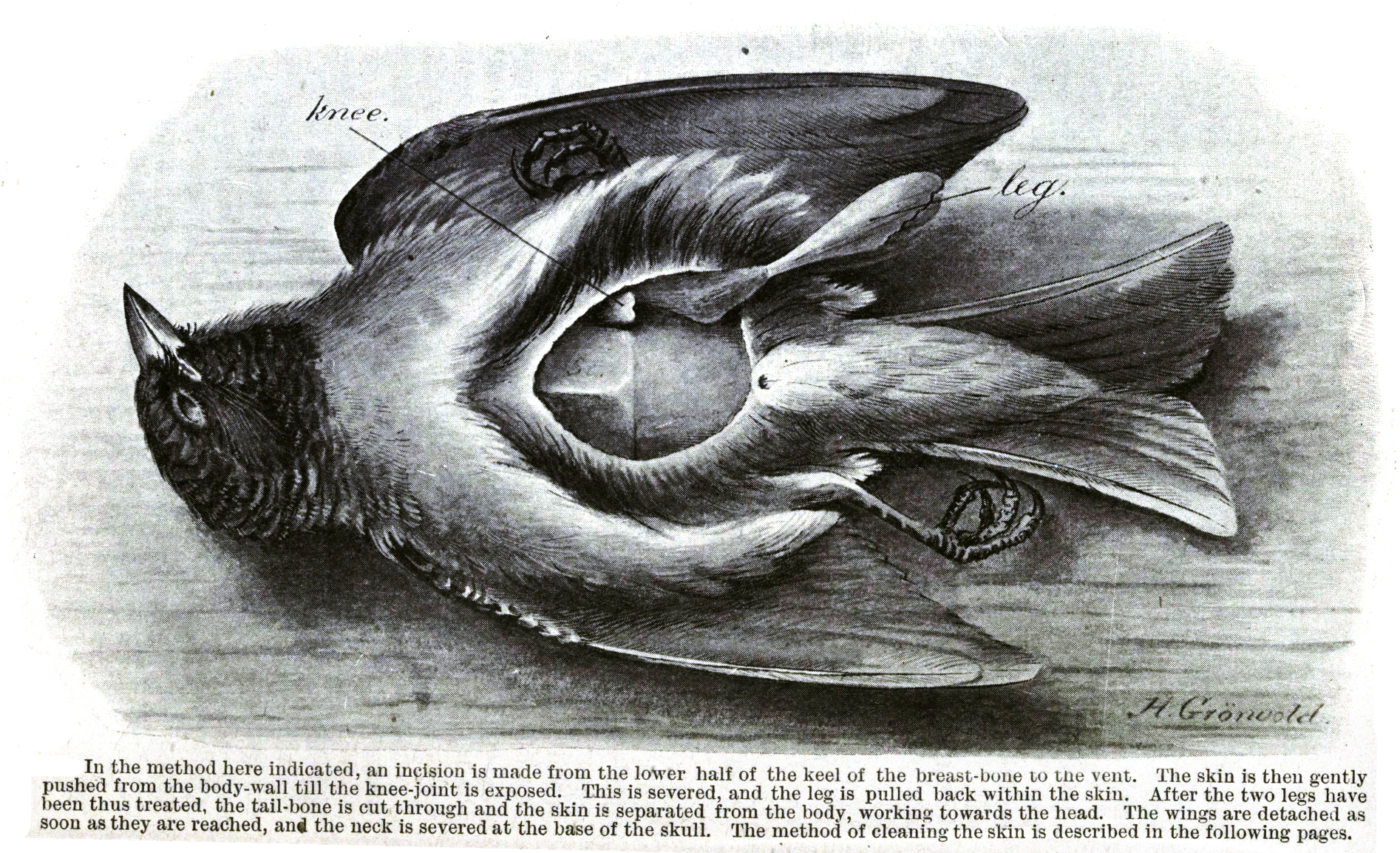
Desenho de preparação de uma ave para coleção.

Os primeiros espécimes de coleção representavam aves de estimação ou provenientes de zoológicos. O espécime de ave mais antigo preservado é um papagaio-cinzento africano que pertenceu a Frances Teresa Stuart (1647–1702) e foi enterrado com sua dona na Abadia de Westminster, em Londres. Várias íbis e falcões mumificados foram registrados em tumbas egípcias datadas de 600 a 300 a.C. Espécimes obtidos no século XVIII para coleções de história natural eram frequentemente coletados com armas de fogo, preferencialmente espingardas com chumbo fino para minimizar danos. Hoje, os espécimes provêm de várias fontes, muitas vezes recuperados de aves mortas por colisões com janelas, torres de comunicação, gatos domésticos, capturas acidentais em pescarias, surtos de doenças, atropelamentos ou outras causas acidentais de mortalidade. No entanto, argumenta-se que as coleções mundiais de aves são inadequadas para documentar a diversidade do grupo sob perspectivas taxonômica, geográfica e temporal, com algumas regiões tropicais sub-representadas em museus específicos. Os táxons sub-representados continuam a ser coletados ativamente por ornitólogos, geralmente usando armas de fogo ou redes de neblina. As agências de autorização supervisionam essas atividades na maioria dos países.

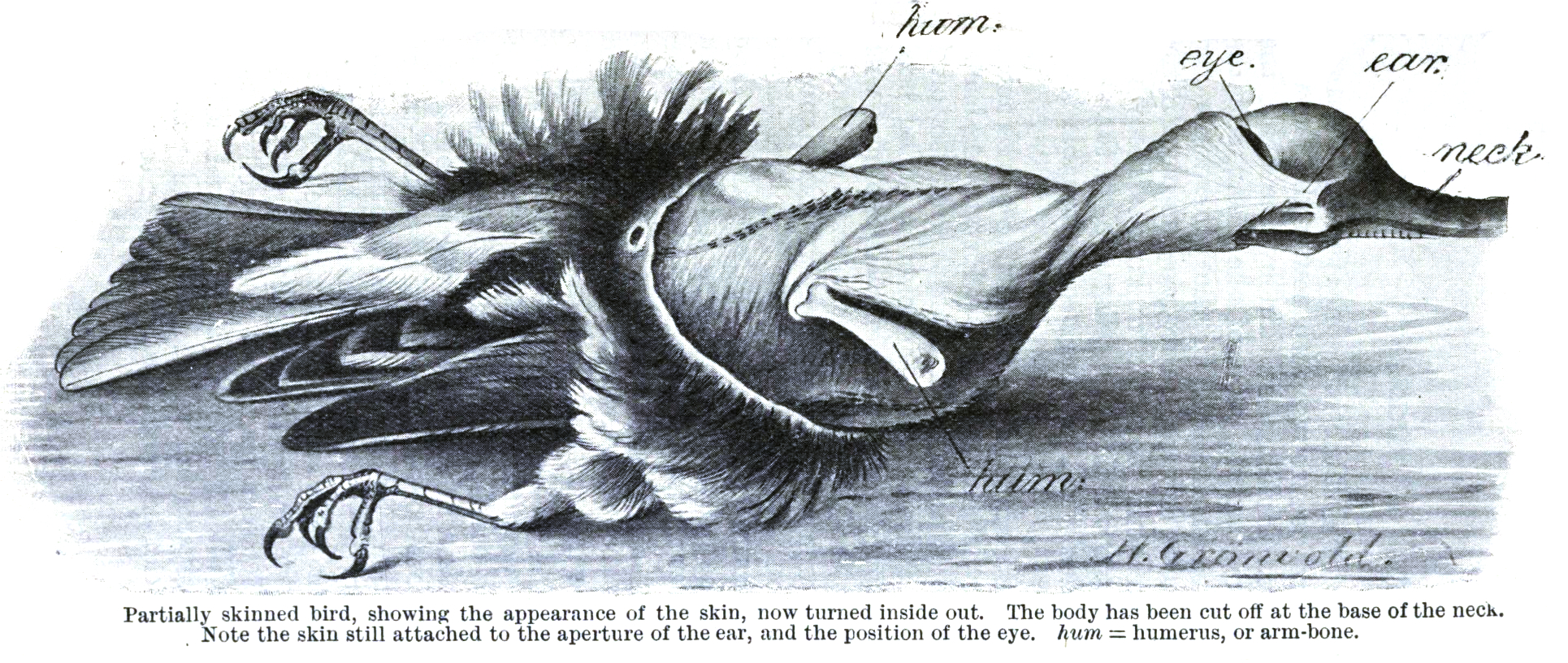
Uma ave parcialmente preparada (pele de estudo).

Técnicas para preservar aves foram desenvolvidas desde o início do século XVI, conforme registrado nos escritos de Conrad Gesner e Pierre Belon. Em seu livro sobre aves de 1555, Belon forneceu instruções para a remoção de vísceras e o uso de sal como conservante para espécimes de aves. Essas técnicas foram aprimoradas no século XVII, com o uso de diversos preservativos, incluindo cinzas (carbonato de potássio), sal, enxofre, alúmen, álcool e extratos vegetais.
No início das coleções de aves, a maioria dos espécimes era montada em posições irreais, frequentemente com as asas erguidas, como se estivessem prestes a voar. Essas montagens eram mantidas ao ar livre, o que tornava as cores suscetíveis ao desbotamento e os espécimes vulneráveis a danos por besouros. Em Berlim, J. L. Frisch começou a utilizar frascos de vidro hermeticamente fechados para cada montagem, prevenindo danos por pragas. Durante esse período, o Comte de Reaumur, no Museu de Paris, desenvolveu técnicas para preservar espécimes secos sem perda de cor. Essa técnica, no entanto, era mantida em segredo, e resultados semelhantes foram obtidos posteriormente por meio de salga com sal, pimenta moída e alúmen, seguida de secagem por um mês, com fios mantendo a ave em uma posição natural. O uso de arsênico para preservar espécimes foi introduzido por Jean-Baptiste Bécoeur [en] (1718-1777), mas esse método só foi revelado publicamente em 1800 por Louis Dufresne, na obra Traité Élémentaire et Complet d’Ornithologie de Daudin.
Nas coleções modernas, aves recuperadas ou coletadas podem ser preservadas de várias maneiras. A preparação mais tradicional é a pele de estudo, na qual quase todo o tecido interno do corpo é removido e substituído por algodão, resultando em uma ave que parece estar deitada de costas com as asas dobradas. Essa postura estereotipada foi desenvolvida para permitir que várias peles sejam armazenadas juntas em armários, protegidas contra danos por insetos e luz. Quando se deseja um esqueleto completo, pode-se preparar uma pele plana: todos os ossos, músculos, tecidos digestivos e outros tecidos moles são cuidadosamente removidos, e as penas e a pele são esticadas e secas. O bórax é utilizado como preservativo preferencial devido à sua baixa toxicidade.

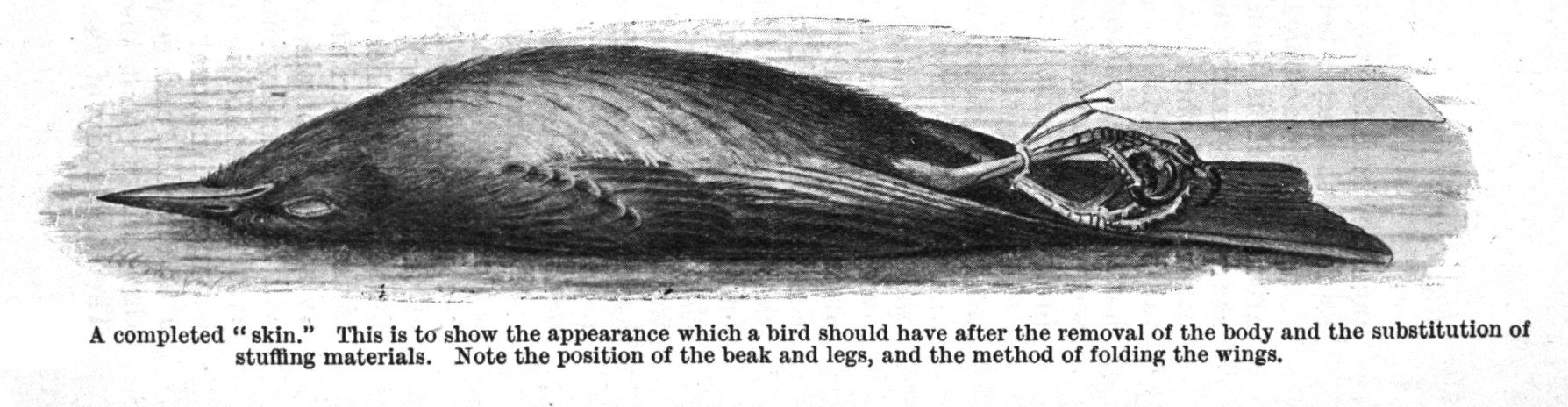
Uma "pele de estudo" preparada.

Um método de preparação mais recente, desenvolvido pelo Museu Real de Ontário, remove todos os ossos para obter um esqueleto completo, produzindo também uma pele redonda sem bico ou patas (chamada ROM, embora, se um conjunto de ossos de asa e pata permanecer com a pele, a preparação seja chamada shmoo na América do Norte).  Alternativamente, a ave inteira (ou quaisquer partes moles associadas às preparações descritas) pode ser preservada em álcool. Para qualquer desses métodos, várias preparações suplementares podem ser realizadas. Por exemplo, uma asa pode ser removida e preservada separadamente como uma asa esticada para melhor estudo das penas de voo; uma amostra de tecido pode ser retirada e congelada para análises moleculares; ou uma gravação do canto da ave antes da coleta pode ser arquivada. Amostras moleculares e gravações sonoras não requerem a coleta (morte) da ave. Por fim, se a ave estiver muito deteriorada para que a pele e as penas sejam preservadas, como ocorre com alguns espécimes recuperados, apenas o esqueleto pode ser conservado. Tecidos secos são removidos dos esqueletos usando larvas de besouros dermestídeos (gênero Dermestes). Enquanto no passado o arsênico era frequentemente adicionado às peles para protegê-las contra insetos, os espécimes preparados hoje são geralmente protegidos por um período inicial de congelamento para eliminar insetos e seus ovos, seguido de armazenamento em caixas de museu de alta qualidade em salas com controle climático. 
Cada espécime possui dados associados, e a quantidade de informações disponíveis geralmente está diretamente correlacionada ao seu valor científico. A maioria dos espécimes tem pouco valor para pesquisa sem informações complementares, como o horário e o local onde a ave foi encontrada ou coletada. Essas e outras informações importantes, como massa, sexo, deposição de gordura e grau de ossificação do crânio, são registradas em uma etiqueta com um número único de campo e museu. Bancos de dados informatizados de museus modernos incluem todas essas informações para cada espécime, bem como os tipos de métodos usados para preparar a ave. As coleções modernas buscam maximizar a utilidade de cada indivíduo preservado, o que inclui o registro de informações detalhadas sobre ele. A maioria dos espécimes modernos também inclui uma amostra de tecido preservada para estudos genéticos. O acesso online aos dados das coleções está se tornando cada vez mais disponível, e um banco de dados interinstitucional que abrange milhões de registros de aves informatizados está em desenvolvimento. A liofilização de espécimes inteiros, especialmente de aves pequenas, tem sido adotada para uso em coleções didáticas.

## Usos de coleções de aves

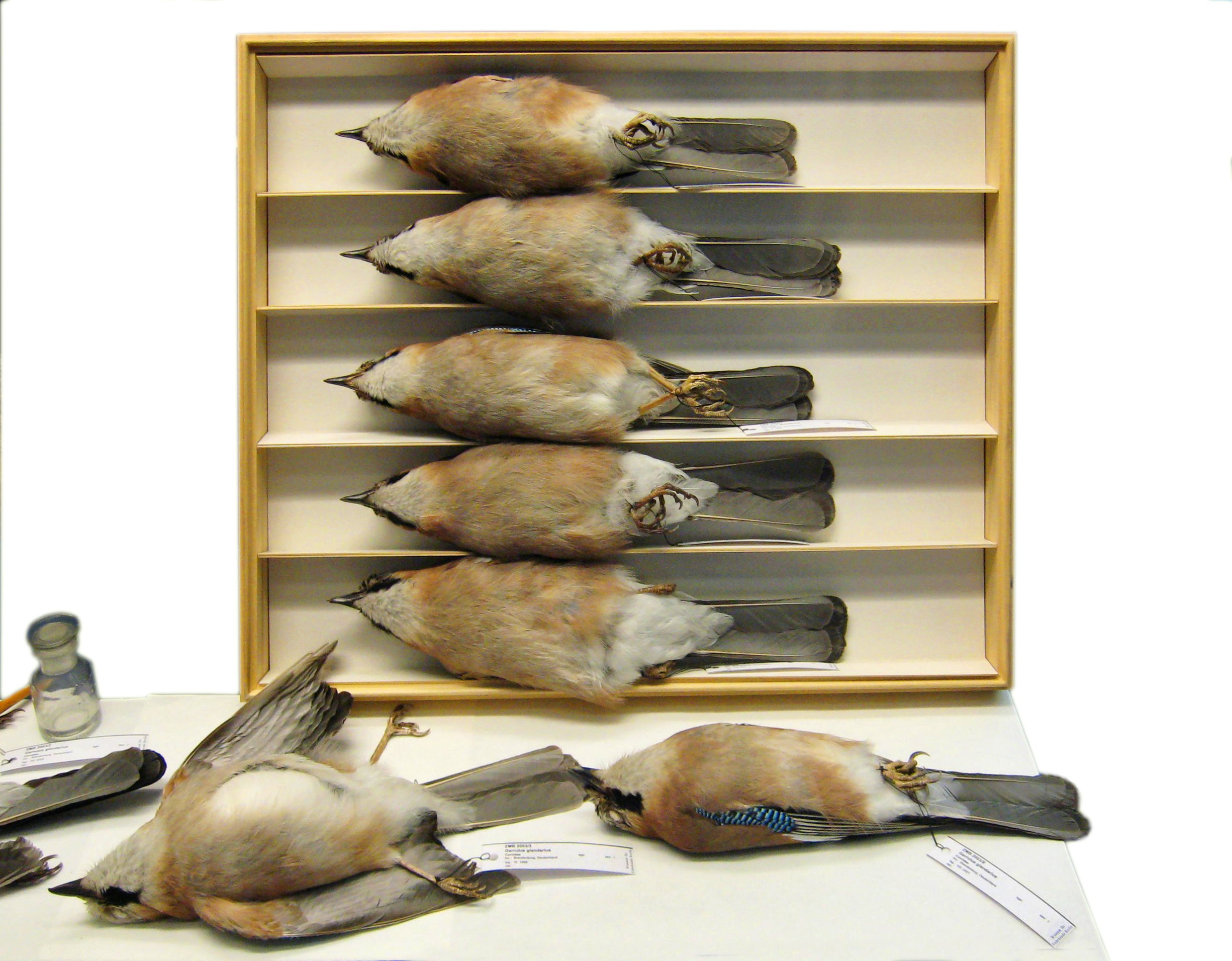
Peles de estudo de gaios-comuns (Garrulus glandarius) no Museu de História Natural de Berlim.

As coleções de aves são utilizadas para uma ampla variedade de propósitos. Todas as espécies biológicas, incluindo as aves, são representadas por um holótipo, a maioria dos quais são espécimes completos (geralmente peles de estudo) e, em tempos modernos, explicitamente designados na descrição original do táxon. Outros membros presumidos da espécie podem ser comparados ao holótipo para confirmar sua identificação. Estudos rigorosos de taxonomia de aves baseiam-se em espécimes de coleções de aves. Esses estudos dependem de características morfológicas e genéticas para determinar os limites das espécies e suas relações evolutivas. Espécimes de museus têm sido a fonte preferida para avaliar essas características, pois permitem que os estudos sejam replicados – qualquer pessoa pode repetir o estudo usando os mesmos espécimes para verificar as conclusões. No entanto, argumenta-se alternativamente que tal reexame pode ser realizado a partir de fotografias arquivadas, sem a necessidade de sacrificar o espécime.

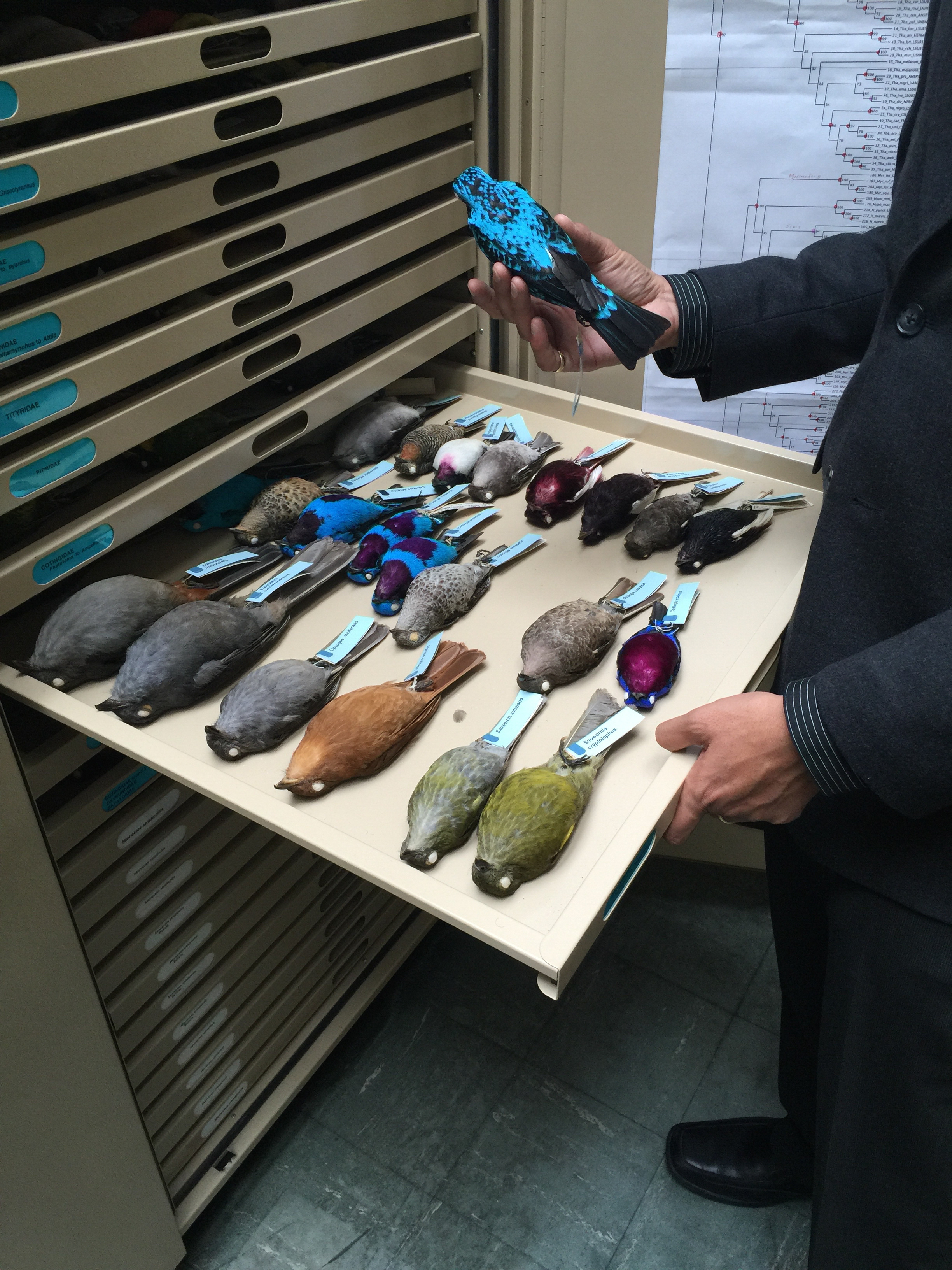
Armário com peles de estudo, na Universidade Estadual da Louisiana.

No caso de estudos moleculares, recomenda-se a preservação de um espécime que possa atestar a origem da amostra de tecido usada para coletar dados genéticos, pois análises genéticas frequentemente produzem resultados surpreendentes que tornam a reexaminação do espécime original crucial.
Estudos sobre ectoparasitas, geralmente obtidos durante a captura, mas também extraídos de espécimes antigos de museus, são valiosos para pesquisas sobre coevolução e zoonoses.
Além da pesquisa taxonômica, as coleções fornecem informações relevantes para o estudo de diversas questões ornitológicas, incluindo anatomia comparada, ecologia, comportamento, doenças e conservação da vida selvagem. Ornitólogos forenses utilizam coleções para identificar espécies envolvidas em colisões com aeronaves, materiais importados contendo partes de aves e aves mortas por diversas atividades humanas, legais ou ilegais. Além disso, zooarqueólogos usam coleções para identificar ossos de aves em sítios humanos pré-históricos ou determinar a origem de penas usadas em artefatos culturais humanos. As coleções também têm sido amplamente utilizadas por artistas, especialmente na produção de ilustrações para guias de campo [en] ornitológicos. A observação detalhada e a possibilidade de manipulação proporcionadas pelas peles de estudo preservadas tornam-nas, juntamente com observações de campo e fotografias, uma base importante para ilustradores de guias de campo de aves. A maioria das espécies de aves apresenta várias plumagens distintas que diferenciam imaturos de adultos, machos de fêmeas e reprodutores de não reprodutores. Assim, diversos espécimes podem ser necessários para produzir uma ilustração completa para a identificação de uma determinada espécie. Medições precisas de cor usando espectrometria são possíveis a partir de espécimes. Para aves marinhas, espécimes de museus são representativos adequados para a cor das penas, mas não para a cor da pele.
As coleções de aves têm sido úteis para estudos retrospectivos. Elas oferecem a pesquisadores atuais e futuros a possibilidade de realizar estudos morfológicos e moleculares detalhados da diversidade de aves passada. Um dos exemplos mais antigos e famosos disso foi o uso de coleções de ovos dos séculos XIX e início do XX para determinar que o pesticida DDT causava o afinamento da casca dos ovos em aves de rapina. Os ornitólogos que coletaram esses ovos não poderiam imaginar que um dia seu trabalho ajudaria a identificar causas de declínios populacionais e a desenvolver estratégias de conservação para salvar aves da possível extinção.
À medida que as ameaças às populações de aves aumentam e as extinções continuam, espécimes históricos são valiosos para documentar os impactos das atividades humanas e as causas do declínio de espécies ameaçadas. As coleções de aves também foram usadas para avaliar o fluxo de poluentes ambientais ao longo do tempo. Um estudo sobre depósitos de fuligem em espécimes coletados na região industrial dos Estados Unidos foi utilizado para rastrear concentrações de carbono negro atmosférico ao longo de 135 anos. Outros usos possíveis para espécimes de aves, ainda desconhecidos hoje, podem surgir no futuro.

## Debates sobre a coleta

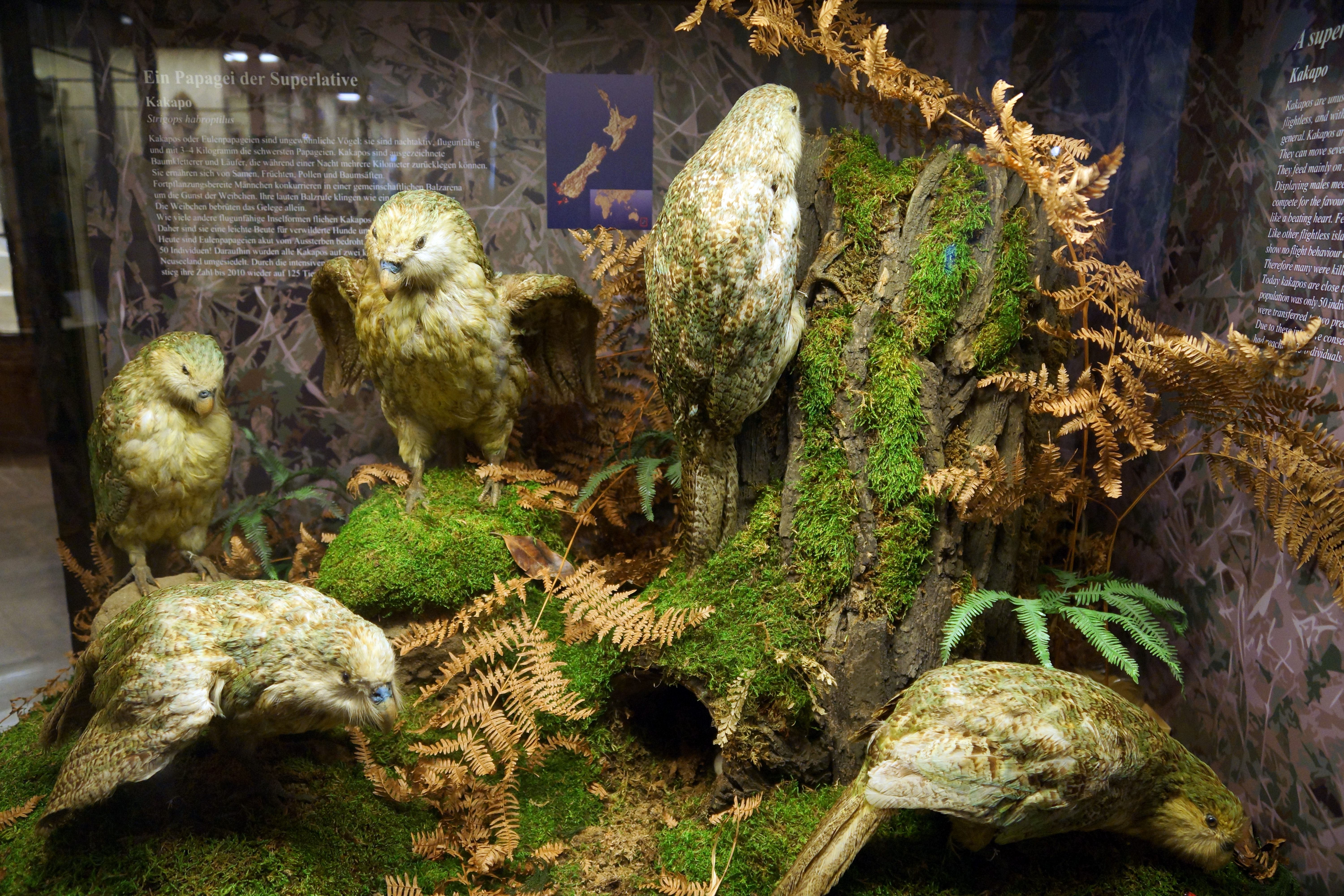
Espécimes do cácapo (Strigops habroptilus), uma espécie ameaçada, no Museu de História Natural de Viena; milhares de cácapos foram coletados para museus em todo o mundo.

A questão de se as aves devem continuar a ser ativamente coletadas para pesquisa tem gerado debates entre ornitólogos (exemplos disso podem ser encontrados nas animadas trocas de ideias entre Remsen e Bekoff & Elzanowski, entre Vuilleumier e Donegan, e entre Dubois & Nemésio e Donegan). Os opositores da coleta acreditam que grande parte da coleta atual é desnecessária, possivelmente motivada por interesses pessoais de coletores ou por competição entre museus, em vez de um rigoroso fundamento científico; que a coleta, em casos extremos de espécies à beira da extinção, pode representar uma ameaça às populações de aves; e que, em muitos casos em que se alega a "necessidade" de espécimes, novas tecnologias, como fotografia digital e análise de amostras de sangue de indivíduos capturados em redes de neblina, poderiam ser usadas.
Além disso, em um contexto de desmatamento generalizado e extinções de espécies, cientistas e conservacionistas deveriam liderar pelo exemplo, incentivando as comunidades locais a não matar ou caçar aves. Quando outras técnicas que não envolvem a morte da ave são viáveis, coletar um espécime é considerado por alguns como simplesmente antiético. Os defensores da coleta contra-argumentam que, comparado aos milhões de aves mortas anualmente por destruição de habitat, gatos domésticos, colisões com janelas e torres de comunicação, os cientistas coletam apenas alguns milhares de aves por ano em todo o mundo e as populações se recuperam rapidamente de um episódio de coleta, desde que seu habitat permaneça. Os defensores da coleta contínua também apontam para a maior utilidade científica e o legado dos espécimes de museu em comparação com as amostras de sangue ou fotografias, e argumentam que a coleta para pesquisa oferece a única fonte de mortalidade aviária com um resultado positivo para as aves em termos de conhecimento biológico adquirido. Embora a coleta de pequenas amostras de sangue de aves selvagens seja frequentemente vista como uma alternativa inofensiva à coleta do espécime, ela pode reduzir a sobrevivência do indivíduo em até 33% e não oferece os benefícios de um espécime de referência. Os cientistas ressaltaram que as populações de aves representam recursos renováveis e que a coleta científica representa apenas uma proporção mínima e não aditiva da mortalidade anual de aves. No entanto, existem exemplos de espécies cuja extinção foi diretamente influenciada pela coleta para museus (e.g., caracará-de-guadalupe, pica-pau-bico-de-marfim). A última ave da espécie extinta mamo-preto de Molokai foi abatida para coleta.